# جوش هيتون
جوش هيتون (بالإنجليزية: Josh Heaton)‏ هو لاعب كرة قدم بريطاني في مركز الدفاع، ولد في 16 سبتمبر 1996 في برستون في المملكة المتحدة. لعب مع نادي تاموورث.